# Edmond Taigny
Pour les articles homonymes, voir Taigny.
Ernest Amédée Edmond Taigny, né le 21 mars 1828 à Paris et mort dans la même ville le 5 octobre 1906, est un haut fonctionnaire, historien et collectionneur d'art français, entre autres spécialisé dans les arts décoratifs et de l'Extrême-Orient.

## Biographie
Edmond Taigny est le fils de l'homme d'affaires Auguste Taigny et de la peintre Émilie Maystre. Neveu par alliance de Jean-Baptiste Isabey (dont sa tante maternelle est la seconde épouse) et de Paul-Narcisse Taigny, sous-préfet, receveur des finances et secrétaire général de la préfecture de Loire-Inférieure sous la Restauration, cousin d'Émile Taigny, sa sœur sera mariée au vicomte de Vaufreland.
Marié à Mlle Julie Delon, petite-nièce de Jacques Delon, Edmond Taigny est le père du diplomate Olivier Taigny (1863-1941), ainsi que le beau-père du banquier Georges Goüin (fils d'Eugène Goüin) et du baron Robert Lejeune, vice-président de la Société d'encouragement à l'élevage du cheval de guerre et petit-fils de Louis-François Lejeune.
Diplômé de la faculté de droit de Paris, Edmond Taigny opte pour la carrière administrative et rentre comme auditeur au Conseil d'État. Il est désigné pour accompagner en 1854, en tant que secrétaire, Pierre Carlier, conseiller d'État chargé de l'inspection des préfectures. Taigny est attaché au Conseil du sceau des titres de 1859 à 1864, année de sa promotion en tant que maître des requêtes.

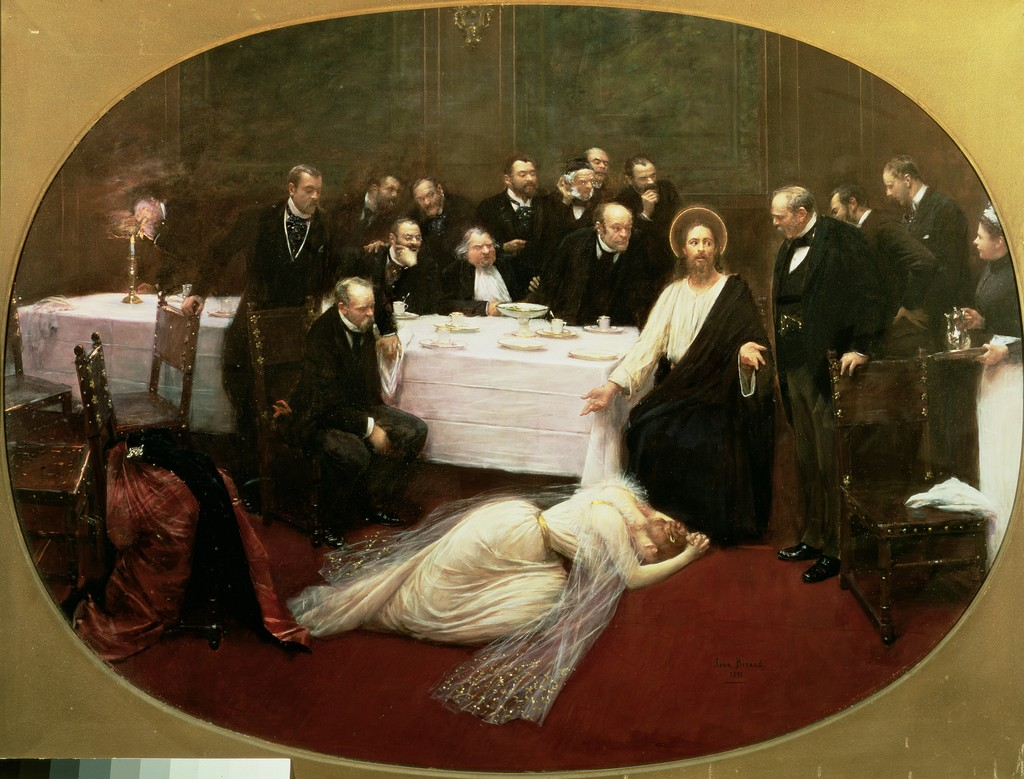
Edmond Taigny est l'un des personnages représentés sur le tableau La Madeleine chez le Pharisien, de Jean Béraud.

Ami de la princesse Mathilde Bonaparte (la princesse Mathilde avait habité un hôtel particulier appartenant alors à son père ; de plus, le château de la princesse Mathilde à Saint-Gratien était proche du château du Grand-Bury de Taigny) et familier du palais des Tuileries, il est titulaire du titre officiel de promoteur de l'art moderne sous le Second Empire. Avec son épouse, ils sont appelés « les délices de l'impératrice ». Par l'intermédiaire de la princesse Mathilde, il côtoie également Émile de Girardin, l'académicien Henri de Régnier et l'abbé Mugnier.
Chevalier de la Légion d'honneur en 1866, Taigny est membre du jury international de l'exposition universelle de 1867.
Aquareliste amateur, élève de Harpignies, il expose au Salon des artistes français entre 1868 et 1870.
Il est promu maître des requêtes de première classe le 5 mars 1870.
Membre fondateur au Comité de direction de la Société du musée des arts décoratifs de 1877 à 1882 et au conseil d'administration de l'Union centrale des arts décoratifs, il est membre et vice-président du conseil d'administration (1882-1892) et président de la Commission du musée (1885-1891) du Musée des arts décoratifs de Paris. Il y conduit à l'acquisition notamment d'œuvres japonaises, de Gustave Moreau ou de son ami Émile Gallé.
Il préside également la Société de propagation des livres d'art.
Il était membre du Cercle des chemins de fer et du Cercle de l'Union artistique.
Il meurt le 5 octobre 1906, à son domicile parisien de l'avenue Montaigne.

## Collection Taigny
Edmond Taigny est un important collectionneur. On peut trouver dans sa collection des œuvres d'Isabey, de Gustave Moreau (Galathea), de Jean Béraud, de Joseph Chinard, de Rosalba Carriera, de Pierre-Paul Prud'hon, de Ryukosai Jokei, de Suzuki Harunobu, de Philippe-Joseph Brocard, etc.
Une partie de sa collection brûla lors de l'incendie du palais d'Orsay par les communards en 1871. Une autre partie fut vendue en 1893 et une autre en 1903.

## Quelques publications
- J.-B. Isabey : sa vie et ses œuvres (1859, 1869)
- Catherine II et la princesse Daschkoff (1860)
- Application de l'art à l'industrie (1867)
- Collection Campana (1869)
- Mélanges : Études littéraires et artistiques, Paris, Hachette (1869, 2010)
- Peintures + estampes japonaises (1893)